# Emporos

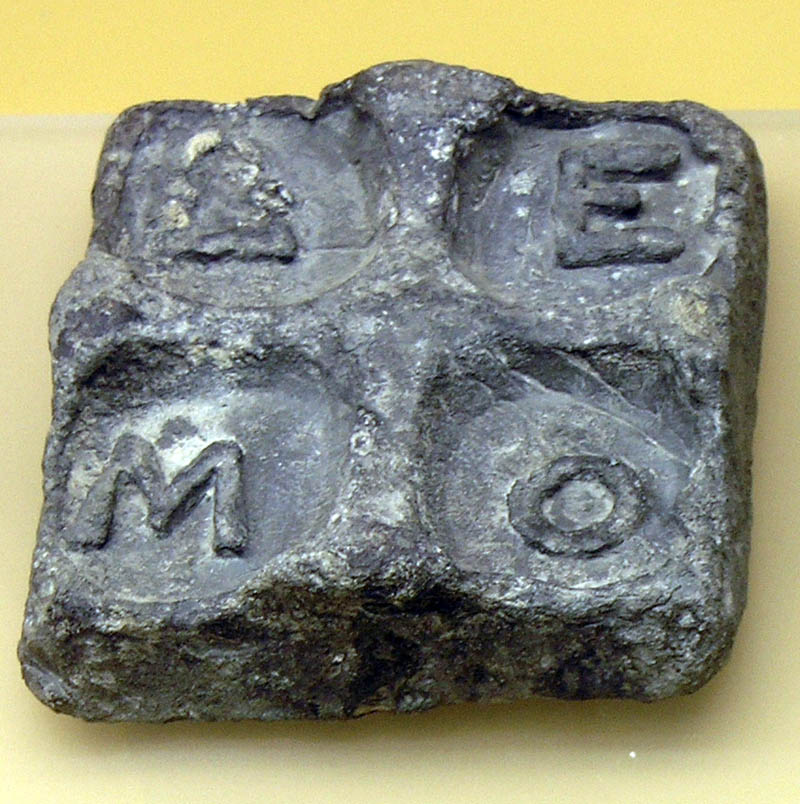
Poids commercial en plomb retrouvé à Athènes. musée de l'Agora antique d'Athènes

En Grèce antique, un emporos (en grec ancien ἔμπορος) est à l'origine, dans les poèmes homériques, un individu voyageant sur le navire d'autrui. Il prend, à l'époque classique, le sens plus précis de négociant au long cours. Un emporos pratique le commerce international en achetant à un endroit une marchandise qu'il n'a pas fabriquée pour la transporter sur un navire qui ne lui appartient pas jusqu'à un autre port où il la vendra. 

## Organisation du transport
Les emporoi négocient avec des nauclères, propriétaires de navires, pour disposer sur le navire de ces derniers d'un espace pour y stocker leur marchandise le temps d'un voyage. Il n'y a pas d'association régulière entre nauclères et emporoi. La marchandise a éventuellement été achetée sur les fonds propres de l’emporos, mais peut également être financée, en partie ou en totalité, par un prêt souscrit auprès de particuliers à des taux très importants (20 à 30 %) compte tenu du caractère incertain de l'entreprise (prêt à la grosse aventure).
On trouve en général sur un même navire plusieurs emporoi et leurs marchandises, chacun ayant établi un contrat différent avec le nauclère. Le navire évoqué dans le Contre Phormion de Démosthène transporte ainsi trente négociants différents.
Le plus souvent, les emporoi ne sont pas spécialisés dans une marchandise particulière : ils achètent et vendent un peu de tout, en fonction des opportunités du moment. Une fois la marchandise vendue dans le port de destination, ils utilisent immédiatement le produit de la vente pour acheter d'autres marchandises qui seront vendues dans le port de départ ou lors d'un escale. Ils évacuent ainsi la difficile question du change des monnaies, l'essentiel étant pour eux de ramener dans le port d'origine une marchandise de valeur nettement supérieure à celle achetée au départ.
Un emporos est un commerçant qui a par nature le goût du risque, dans la mesure où d'une part les conditions de navigation sont périlleuses, d'autre part les profits escomptés reposent sur le décalage en termes d'offre et de demande d'un produit entre deux régions distinctes. Or, à cette époque, même si les emporoi peuvent s'appuyer sur les renseignements fournis, de vive voix ou par lettres incisées au plomb, par les vastes réseaux d'amitiés et de relations professionnelles dont ils disposent, « la connaissance des besoins dans un endroit éloigné à un moment donné est imparfaite » et peut évoluer le temps du voyage.

## Extraction sociale
On a longtemps considéré, sous l'influence de Johannes Hasebroek, qu'à Athènes les membres cette profession étaient exclusivement des métèques, mais l'étude prosopographique menée récemment par Charles Reed a montré que certains des emporoi à fréquenter le port du Pirée étaient des citoyens athéniens, même s'ils étaient minoritaires : Jean-Nicolas Corvisier a calculé à partir de l'étude de Reed que 10 emporoi sur 41, soit 23 %, sont citoyens, dont une citoyenneté acquise. Cependant, dans la plupart des cas, cet investissement dans l'activité commerciale doit être relativisé pour les plus riches de ces citoyens : il n'a pour eux qu'une importance annexe relativement à la politique par exemple, comme le montre le fait qu'ils ne songent pas le plus souvent à se qualifier d'emporos ni même de nauclère.
En outre, si le fait que les emporoi recourent au prêt à la grosse aventure a été avancé comme une preuve de leur pauvreté, il semble que cela s'explique davantage par les avantages financiers du procédé. On dispose par ailleurs de plusieurs exemples d’emporos disposant d'une très nette aisance financière. L’emporos Lycôn d'Héraclée dispose ainsi d'un dépôt de 16 mines et 40 drachmes dans la banque de Pasion, prête 40 mines à deux Athéniens et dispose de relations privilégiées avec un citoyen athénien suffisamment riche pour avoir assumé la triérarchie en 373-372 : « par ses relations sociales comme par son patrimoine estimé, Lycôn semble appartenir aux couches les plus aisées ». Il semble d'ailleurs qu'au IVe siècle av. J.-C., le métier d'emporos constitue, davantage qu'auparavant, un motif de fierté : à Halicarnasse, une inscription rédigée par un emporos nommé Phaineos remercie Aphrodite de lui avoir permis de s'enrichir en tant que « grand marchand sur la mer » ; à la même époque, dans le Contre Lacritos de Démosthène, Androclès, en tant que citoyen athénien, n'hésite pas à revendiquer devant le tribunal sa qualité d’emporos. Cet Androclès a par ailleurs prêté conjointement avec Nausicratès 3 000 drachmes à deux Phasélites. « Il n'y a donc pas de contradiction a priori entre un niveau élevé de richesse et ce type d'activité », même si dans leur ensemble, les emporoi ne se manifestaient pas particulièrement par leur richesse : sur les 45 emporoi et nauclères identifiés par Charles Reed au IVe siècle av. J.-C., treize seulement peuvent être qualifiés de riches, soit 30 %. Parmi ces treize riches emporoi, on en trouve neuf, soit 20 % de l'ensemble, à l'être suffisamment pour prêter de l'argent. 